# Kršćanin
Kršćanin je osoba koja slijedi ili se pridržava kršćanstva, monoteističke abrahamske religije koja se temelji na životu i učenju Isusa Krista. Kršćani čine najveću vjersku zajednicu na svijetu. Riječi »Krist« i »kršćanin« potječu od koine grčke titule Χριστός (Christós), prijevoda biblijskoga hebrejskog izraza mashiach (מָשִׁיחַ) (obično se prevodi kao ‘mesija’). Iako postoje različita tumačenja kršćanstva koja se ponekad sukobljavaju, ona su ujedinjena u uvjerenju da Isus ima jedinstven značaj. Izraz »kršćanski« koji se koristi kao pridjev opisuje sve što je povezano s kršćanstvom ili kršćanskim Crkvama, ili u poslovičnome smislu »sve što je plemenito, dobro i slično Kristu«.
Prema istraživanju Pew Research Centera iz 2011. godine, u svijetu je 2010. godine bilo 2,2 milijarde kršćana u odnosu na oko 600 milijuna 1910. godine. Danas oko 37 % svih kršćana živi u Americi, oko 26 % živi u Europi, 24 % živi u supsaharskoj Africi, oko 13 % živi u Aziji i na Pacifiku, a 1 % živi na Bliskome istoku i u Sjevernoj Africi. Kršćani čine većinu stanovništva u 158 zemalja i teritorija. 280 milijuna kršćana živi kao manjina. Otprilike polovica svih kršćana u svijetu su katolici, dok su više od trećine protestanti (37 %). Istočni kršćani čine 12 % kršćana u svijetu.

## Etimologija
Grčka riječ Χριστιανός (Christianos, što znači ‘Kristov sljedbenik’), dolazi od Χριστός (Christós, što znači ‘pomazanik’). U grčkoj Septuaginti, christos je korišten kao prijevod hebrejskoga מָשִׁיחַ (Mašíaḥ – ‘mesija’), što znači ‘[onaj koji je] pomazan’.